# Schiervlakte

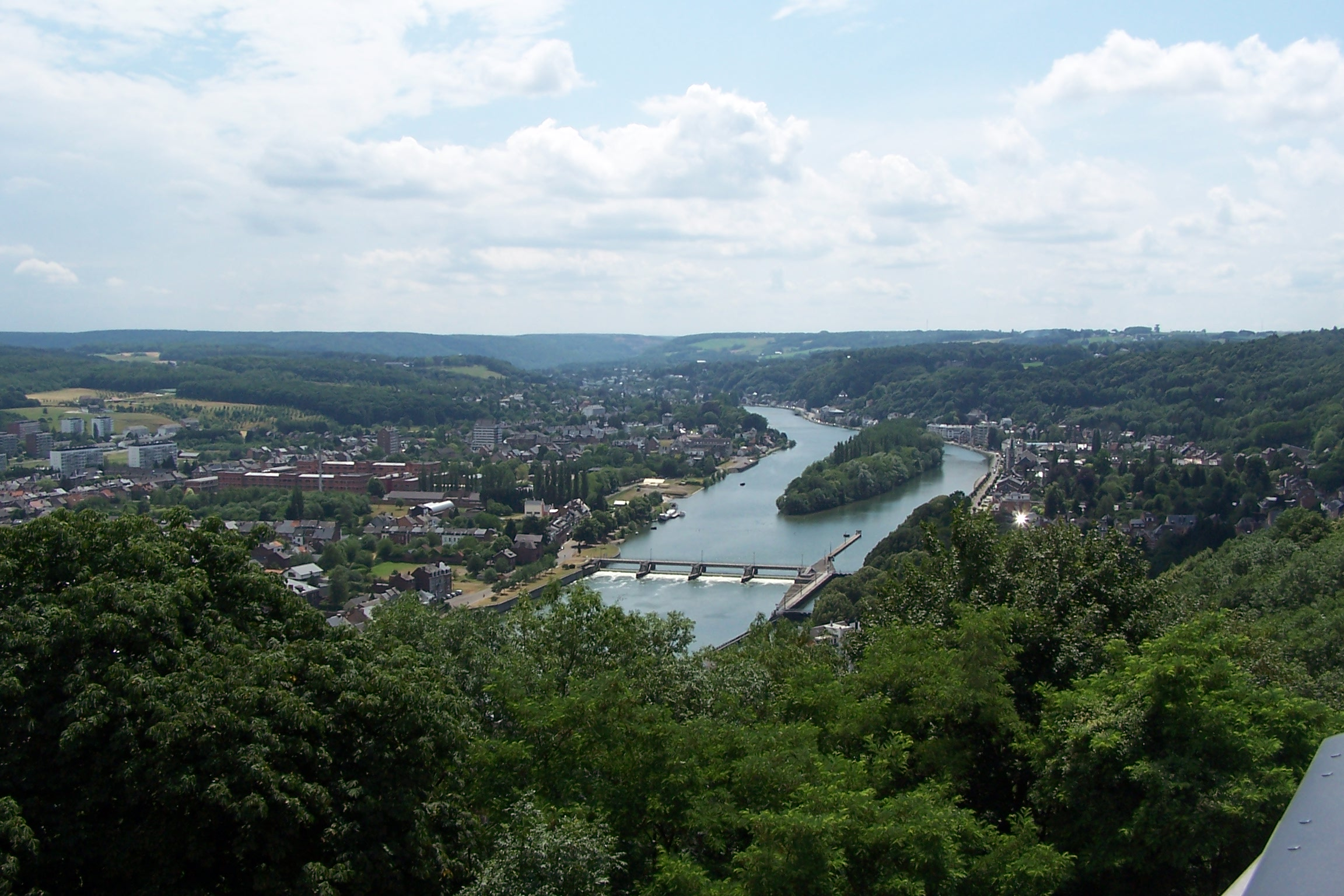
De rivier de Maas snijdt in in de schiervlakte van de Ardennen

Een schiervlakte of (Engels) peneplain is een door erosie vrijwel volledig afgevlakt gebergte.

## Ontstaan
Schiervlaktes zijn het eindstadium binnen de geografische cyclus van reliëf, gebergten en rivieren die de sedimenten van de topografisch hoge gebergten afvoeren. Normaal gesproken vindt erosie door rivieren plaats boven het zogenaamde base level, en sedimentatie vindt daaronder plaats. Wanneer het reliëf niet voldoende is om de rivieren van voldoende sediment en gradiënt te voorzien, beginnen rivieren lateraal in plaats van proximaal-distaal te eroderen. Dit gebeurt meestal in het geval van meanderende of vlechtende rivieren. De term 'peneplain' werd begin twintigste eeuw geïntroduceerd door de geomorfologen William Morris Davis en Walther Penck.

## Naamgeving
De naam peneplain is afgeleid van het Latijnse pene, dat "bijna" betekent, en het Engelse plain, "vlakte".

## Voorkomen
Binnen de geologische geschiedenis hebben gebergten die meerdere orogeneses hebben gekend, niet echt de tijd gehad om de cyclus van gebergte tot peneplain te doorlopen. Voordat de Ardennen onder invloed van de Alpiene orogenese een laatste fase van opheffing kenden, was het tijdens de Hercynische orogenese ontstane gebergte echter flink afgevlakt.